# جايسون باتريك
جايسون باتريك ميلر الابن. (بالإنجليزية: Jason Patric) (ولد في 17 يونيو 1966) ممثل مسرحي، تلفزيوني وسينمائي أمريكي عُرف بأدواره في الأفلام: الأولاد الضائعون (1987)، وراش (1991)، والنائمون (1996)، وجيرونيمو: أسطورة أمريكية (1993)، وسرعة 2: تحكم أوتوماتيكي للسرعة (1997)، وأصدقائك وجيرانك (1998)، ونارك (2002)، والخاسرين (2010). والده الكاتب المسرحي والممثل جايسون ميلر، وجده لأمه جاكي غليسون.

## روابط خارجية
- جايسون باتريك على موقع IMDb (الإنجليزية)
- جايسون باتريك على موقع قاعدة بيانات الأفلام العربية
- جايسون باتريك على موقع ميوزك برينز (الإنجليزية)
- جايسون باتريك على موقع تيرنر كلاسيك موفيز (الإنجليزية)
- جايسون باتريك على موقع أول موفي (الإنجليزية)
- جايسون باتريك على موقع قاعدة بيانات برودواي على الإنترنت (الإنجليزية)
- جايسون باتريك على موقع إن إن دي بي (الإنجليزية)
- جايسون باتريك على موقع قاعدة بيانات الفيلم (الإنجليزية)
- جايسون باتريك على موقع ليتربوكسد (الإنجليزية)